# Джош Соєр
Джош Соєр (англ. Joshua Eric Sawyer) — американський дизайнер відеоігор, відомий своєю роботою над Icewind Dale II, Neverwinter Nights 2 і Fallout: New Vegas.

## Біографія
Рання кар'єра і робота в Black Isle Studios
Народився у Вісконсині, Джош навчався в Університеті Лоуренса та здобув ступінь бакалавра з історії мистецтв. Після переїзду до Каліфорнії, працював в Interplay як вебдизайнер Planescape: Torment (1999).
Наступними проєктами Соєра стала серія Icewind Dale (2000), над якою він працював дизайнером та згодом вже провідним дизайнером для Icewind Dale II (2002). Потім брав участь у розробці Baldur's Gate: Dark Alliance (2001), Lionheart: Legacy of the Crusader (2003) і Baldur's Gate: Dark Alliance II (2004). Соєр також працював над Baldur's Gate III: The Black Hound (робоча назва Project Jefferson) і Fallout 3 (тоді відомою як Van Buren). Однак обидві гри були скасовані у 2003 році після ліквідації Black Isle Studios.
Робота в Obsidian Entertainment
Під час розробки Gauntlet: Seven Sorrows (2005) Джош залишив Midway, заради Obsidian Entertainment. Цей перехід возз’єднав його з колишніми колегами з Black Isle Фергусом Уркхартом, Крісом Авеллоном, Крісом Паркером, Крісом Джонсом і Дарреном Монаханом. Він одразу почав роботу над Neverwinter Nights 2 (2006) як головний дизайнер і згодом брав участь у дизайні Neverwinter Nights 2: Mask of the Betrayer.
Він також працював директором проєкту та провідним дизайнером рольової гри у всесвіті Aliens. Sega, видавець гри, згодом скасували проєкт, що призвело до масових звільнень в Obsidian. За словами генерального директора Obsidian Фергуса Уркхарта, гра під назвою Aliens: Crucible «виглядала і відчувалася так, ніби вона була готова до випуску».
Він брав участь у проєктуванні рукопашного бою в Alpha Protocol (2010) і був головним дизайнером Falllout: New Vegas (2010). У грудні 2011 року Соєр випустив офіційний мод для New Vegas, спочатку розроблений для власного використання, що додавав до гри велику кількість дрібних налаштувань, починаючи від перебалансування карми певних персонажів і закінчуючи уповільненням швидкості підвищення рівня персонажа. У листопаді 2012 року цей мод було оновлено до версії 5.1.
У 2012 році, коли Obsidian був на межі фінансової катастрофи після скасування видавцем іншого проєкту, Соєр запропонував компанії повернутися до свого коріння, створивши ізометричну рольову гру в стилі тих, що вони створювали в Black Isle. Стверджуючи, що серед шанувальників існує ринок для такого типу ігор, Соєр запропонував звернутися до платформи Kickstarter, щоб отримати фінансування для розробки без видавця. Йому вдалося переконати керівництво компанії, і в результаті гра, Pillars of Eternity (2015), була успішно профінансована на Kickstarter у 1,1 мільйона доларів за 27 годин. Зрештою було зібрано майже 4 мільйони доларів, встановивши на той час рекорд Kickstarter. Пізніше Соєр виступив режисером і дизайнером наступної частини франшизи Pillars of Eternity II: Deadfire (2018).
Після випуску Deadfire, Соєр працював над Pentiment (2022), відносно невеликого проєкту з лише 13-ма особами у команді, як директор і сценарист.

## Проєкти
| Рік  | Назва                                    | Роль                                             | Розробник              |
| ---- | ---------------------------------------- | ------------------------------------------------ | ---------------------- |
| 1999 | Planescape: Torment                      | Веб-дизайнер                                     | Black Isle Studios     |
| 2000 | Icewind Dale                             | Дизайнер                                         | Black Isle Studios     |
| 2001 | Icewind Dale: Heart of Winter            | Дизайнер                                         | Black Isle Studios     |
| 2002 | Icewind Dale II                          | Провідний дизайнер                               | Black Isle Studios     |
| 2003 | Lionheart: Legacy of the Crusader        | Провідний дизайнер                               | Black Isle Studios     |
| 2003 | Fallout 3 (Van Buren)                    | Провідний дизайнер                               | Black Isle Studios     |
| 2005 | Gauntlet: Seven Sorrows                  | Провідний дизайнер                               | Midway Studios         |
| 2006 | Neverwinter Nights 2                     | Провідний дизайнер                               | Obsidian Entertainment |
| 2010 | Alpha Protocol                           | Дизайнер                                         | Obsidian Entertainment |
| 2010 | Fallout: New Vegas                       | Провідний дизайнер Режисер                       | Obsidian Entertainment |
| 2010 | Fallout: New Vegas: Dead Money           | Провідний системний дизайнер Наративний дизайнер | Obsidian Entertainment |
| 2011 | Fallout: New Vegas: Honest Hearts        | Керівник проєкту Наративний дизайнер             | Obsidian Entertainment |
| 2011 | Fallout: New Vegas: Old World Blues      | Провідний системний дизайнер Наративний дизайнер | Obsidian Entertainment |
| 2011 | Fallout: New Vegas: Lonesome Road        | Провідний системний дизайнер Наративний дизайнер | Obsidian Entertainment |
| 2011 | Fallout: New Vegas: Gun Runners' Arsenal | Директор проєкту                                 | Obsidian Entertainment |
| 2015 | Pillars of Eternity                      | Режисер Провідний дизайнер Сценарист             | Obsidian Entertainment |
| 2018 | Pillars of Eternity II: Deadfire         | Режисер Наративний дизайнер                      | Obsidian Entertainment |
| 2022 | Pentiment                                | Керівник проєкту Наративний дизайнер             | Obsidian Entertainment |